# Catherine Beaubatie
Catherine Beaubatie, née le 10 février 1964 à Limoges (Haute-Vienne), est une femme politique française, appartenant depuis 1996 au Parti socialiste.

## Biographie
Elle est élue députée lors des législatives de 2012 dans la 3e circonscription de la Haute-Vienne, en battant avec 58,12 % Jean-Marc Gabouty, candidat radical soutenu par l'UMP.
Élue au conseil municipal de Limoges en 2001 et au conseil communautaire de Limoges Métropole en 2002, elle est conseillère régionale de 2004 à 2012, vice-présidente du Conseil régional du Limousin de 2010 à juillet 2012, et adjointe au maire de Limoges de 2008 à 2012.
Elle démissionne de son mandat de conseillère régionale le 15 juillet 2012 et quitte son poste d'adjointe au maire.
Candidate à sa propre succession lors des élections législatives de 2017, elle est battue dès le premier tour, ne terminant qu'en quatrième position avec 12,84 % des voix.